# Igreja Puritana Reformada no Brasil
A Igreja Puritana Reformada no Brasil - IPRB, (anteriormente conhecida como Igreja Congregacional Kalleyana e Associação das Igrejas Congregacionais Kalleyanas) foi uma denominação reformada, calvinista, de governo local  congregacional, mas com governo presbiteriano como denominação, tendo surgido no Brasil a partir de igrejas que se separam da União das Igrejas Evangélicas Congregacionais do Brasil.
Em 2024, a denominação foi dissolvida.

## História

### Precedentes
O Puritanismo foi um movimento que surgiu no Reino Unido no século XVII visando um reforma religiosa maior dentro da Igreja Anglicana, rejeitando o governo episcopal na igreja. O movimento é conhecido por seu rigor moral e teologia própria.
A partir da conquista do parlamento inglês por parte dos puritanos, foi realizada a Assembleia de Westminster em 1648, na qual foi redigida pelos puritanos a Confissão de Fé de Westminster, que é hoje usada por diversas igrejas reformadas, presbiterianas e congregacionais no mundo. Tais tradições traçam sua origem comum no movimento puritano que floresceu principalmente na Inglaterra, Escócia, Irlanda e Gales, embora tenha alcançado também a Igreja Reformada Holandesa.

### Chegada do Congregacionalismo no Brasil
Em 1855 chegou ao Brasil o missionário Robert Reid Kalley, o primeiro missionário protestante no Brasil. Robert Reid Kalley era membro da Igreja da Escócia, fiel aos seus preceitos e doutrinas, porém sua esposa era congregacional. A Igreja fundada por Robert Kalley no Brasil, era indenominacional, como a Igreja da Escócia, isto é, uma Igreja do establishment nacional. A partir das Igrejas Evangélicas Indenominacionais, com muitas rusgas e discussões inconsistentes, de 1913 até 1921, foi formada a União das Igrejas Evangélicas Congregacionais do Brasil, com a saída de muitos pequenos grupos e dissidências.

### Surgimento da Igreja Puritana Reformada no Brasil
Houve uma indignação por parte de muitos quando as Igrejas Indenominacionais se uniram na forma da União das Igrejas Evangélicas Congregacionais do Brasil desde 1913. Entre 1920 e 1930, as grandes tensões no meio evangélico, pela controvérsia fundamentalista-liberal, ocasionou, no presbiterianismo dos EUA, a criação de um comitê por John Gresham Machen para que, no envio de missões, fossem enviados apenas missionários fundamentalistas. Porém a Igreja Presbiteriana do país pediu a dissolução do conselho. A recusa de Machen e outros pastores, especialmente aqueles sob a influência da herança da Igreja da Escócia (como John Murray) resultou na suspensão de tais ministros e a criação da Igreja Presbiteriana Ortodoxa, donde posteriormente surgiu a Igreja Presbiteriana Bíblica, e, em sequencia a Presbyterian Reformed Church (North America), Reformed Presbyterian Church (ES) e a American Presbyterian Church. No Brasil, no período de 1945 a 1970, cisões presbiterianas e congregacionais, como a Igreja Presbiteriana Conservadora, a Igreja Presbiteriana Fudamentalista e a Igreja Congregacional Conservadora, acrescia às indignações contra o modernismo, a oposição ao pentecostalismo. Sob a influência de pregadores destas várias cisões, e à luz de novas publicações, a UIECB no Rio de Janeiro sofreu mais uma tensão interna entre as posições teológicas conservadora, pentecostal, arminiana e calvinista. Em 1989 o Rev. Elmir Júnior descobriu a Sociedade pela Reforma ao visitar um missionário que auxiliava a UIECB em Teresópolis, apaixonando-se pela história da Reforma Escocesa, contudo atraindo aliados da ala Vaughanianista da Sociedade chamada Instituto Malleus Dei, recebidos de maneira muito negativa pelos membros da então Igreja Congregacional Independente. Em 1999 o referido Reverendo escreveu e divulgou largamente na região fluminense uma série de estudos sobre Robert Reid Kalley, João Calvino, Martinho Lutero e a fundação da Igreja Presbiteriana Ortodoxa (especialmente sobre a ligação de John Murray com a Igreja da Escócia). Estes panfletos e estudos, publicados sob a Sociedade para Reforma, renderam-lhe convites para pregar por toda a região, e aumentaram a tensão já existente na UIECB. Por fim, sendo pressionados em uma reunião regional, algumas congregações se separam da União, sob a liderança do Rev. Elmir Júnior e do representante da Sociedade pela Reforma, professor Ademir Albino Moreira Filho, para formar a Associação das Igrejas Congregacionais Kalleyanas, que tem hoje congregações em várias regiões do Brasil mas com maior concentração no estado do Rio de Janeiro.
Em 2024, a denominação se dissolveu.

## Doutrina
A igreja subscreve como padrões doutrinários primários:
- Confissão de Fé de Westminster;
- Catecismo Maior de Westminster;
- Breve Catecismo de Westminster;
- Declaração de Savoy;
- Breve Exposição das Doutrinas Fundamentais do Cristianismo;[22]
- Catecismo Kalleyano (um catecismo exclusivo também chamado de Pequeno Catecismo Congregacional Kalleyano)[23]
- Reflexões Bíblicas
- Bem-Aventurado, Senhor dos Senhores, Jesus Cristo

A igreja admite como padrões doutrinários secundários:
- Confissão Belga;
- Catecismo de Heidelberg;
- Cânones de Dort;
- Confissão de Fé Escocesa

A denominação confessa também a fé conforme:
- Credo dos Apóstolos;
- Credo de Atanásio;
- Credo Niceno;
- Credo calcedoniano

A Igreja Puritana Reformada considera a Bíblia como palavra de Deus, inerrânte, considerando-se como herdeira da tradição puritana inglesa e norte-americana.
Diferente da maioria das denominações congregacionais no Brasil, a Igreja Congregacional Kalleyana pratica o Pedobatismo conforme a tradição reformada.

### Diferenças de outras denominações reformadas
Entre os pontos que distinguem a IPRB de outras denominações brasileiras estão: salmodia exclusiva; proibição do uso de instrumentos musicais; uso do véu no culto para mulheres; cálice único e mesa cercada na celebração da Ceia do Senhor e proibição de sociedades internas ou pequenos grupos. Nestas práticas que a Igreja Puritana recebeu da Igreja da Escócia, ela se assemelha a Free Church of Scotland (continuing), Free Presbyterian Church of Scotland, Presbyterian Reformed Church (North America) e determinados Sínodos e Presbitérios da Bible Presbyterian Church.

## Sistema de Governo
O sistema de governo da denominação é federalista no âmbito de igreja local, ou seja, na igreja local as decisões são tomadas por uma assembleia, formada por todos os membros e não pelo Conselho de presbíteros da igreja.
As igrejas locais são parte de um Presbitério, estando subordinadas as decisões dos concílios, pelo que em caráter denominacional a denominação é presbiteriana, subscrevendo a Forma de Governo de Westminster e os Diretórios de Culto de Westminster.

## Relações Intereclesiásticas
Em 2018 o Supremo Concílio da Igreja Presbiteriana do Brasil declarou que a IPRB é uma denominação reformada, mas divisionista, recomendando a todos os pastores e concílios que não estabelecessem nenhuma relação eclesiástica com a denominação, o que gerou protestos por conta de denominações mais conservadoras como a Bible Presbyterian Church.